# Gule Awati Xiang
Gule Awati Xiang (kinesiska: 古勒阿瓦提乡, 古勒阿瓦提) är en socken i Kina. Den ligger i den autonoma regionen Xinjiang, i den nordvästra delen av landet, omkring 650 kilometer sydväst om regionhuvudstaden Ürümqi. Antalet invånare är 17 798. Befolkningen består av 8 752 kvinnor och 9 046 män. Barn under 15 år utgör 25,0 %, vuxna 15-64 år 67 %, och äldre över 65 år 7,0 %.
Genomsnittlig årsnederbörd är 107 millimeter. Den regnigaste månaden är juli, med i genomsnitt 27 mm nederbörd, och den torraste är december, med 1 mm nederbörd.